# Duluti-See
Der Duluti-See ist ein Kratersee vulkanischen Ursprungs an der Straße Arusha – Moshi, nahe dem Arusha-Nationalpark in Tansania.

## Lage
Er liegt im südlich des Nationalparks und ist ganzjährig mit Wasser gefüllt. Die Tiefe wird mit etwa 9 m angegeben. Der See ist Lebensraum von etwa 130 verschiedenen Vogelarten. Vor allem die Schilfinsel im Westen des Sees dient dabei als Brutstätte. Der kleine Wald um den See ist als Lake Duluti Forest Reserve geschützt und eine Anmeldung im am nordöstlichen Ufer gelegenen Büro ist für einen Rundgang nötig.

## Nutzung
Verschiedene touristische Reiseveranstalter bieten Kanufahrten auf dem See an und vor allem das nördliche Ufer mit seinen kleinen Liegewiesen gilt darüber hinaus als Naherholungsgebiet für die Bevölkerung Arushas.
Die Stadt Arusha plant den See für die Wasserversorgung der Stadt zu nutzen.
Auf der südlichen Seite des Sees befinden sich Höhlen, die regelmäßig von Pilgergruppen für Gebete und Zeremonien genutzt werden.